# Francis W. Gillet
Pour les articles homonymes, voir Gillet.
Francis Warrington Gillet (né le 28 novembre 1895 et mort le 21 décembre 1969), connu aussi sous le nom Frederick W. Gillet, était un as de l'aviation Américain qui a servi dans les deux forces armées américaines et britanniques comme pilote pendant la Première Guerre mondiale.

## Biographie
Il est né à Baltimore au Maryland le 28 novembre 1895. Il est diplômé de l'Université de Virginie avant de rejoindre le Corps des transmissions de l'armée américaine comme un cadet de l'aviation. Après une formation préliminaire de vol, il a reçu une absolution conditionnelle comme trop jeune pour être mis en service en tant qu' officier. Il s'est ensuite enrôlé dans le Royal Flying Corps (bientôt Royal Air Force ) au Canada en utilisant le nom Frederick. Il a terminé sa formation de vol de base, a reçu ses ailes de pilote et a été commissionné comme deuxième lieutenant. En Angleterre, après avoir reçu une formation avancée en tant que pilote de chasse, il a été affecté à l'escadron no 79 de la Royal Flying Corps en France le 29 mars 1918.
L'escadron a été équipée de Sopwith Dolphin, un biplan inhabituel qui se distingue par son arrangement « de décalage négatif » de l'aile. Après s'être acclimaté sur Dolphin et avoir perfectionné ses compétences de combat, il a marqué sa première victoire en août. Jusqu'à novembre 1918, Gillet a été crédité de 17 avions allemands et trois ballons d'observation, tous évalués comme détruits. Le taux de 100 % de destruction était extrêmement rare, car la plupart des as ont eu de nombreux crédits « hors de contrôle ».
Bien qu'il vola exclusivement avec les Britanniques, le record de Gillet de 20 victoires le met au deuxième rang parmi tous les aviateurs américains pendant la Grande Guerre, derrière Eddie Rickenbacker. Il a été promu au grade de Captain et a servi pendant un court laps de temps en tant que le commandant de l'escadron. Ses décorations comprennent la Distinguished Flying Cross (Royaume-Uni) et la Croix de guerre (Belgique).
Après la guerre, il est retourné aux États-Unis et a obtenu sa libération du Signal Corps US Army Reserve et est entré l'entreprise familiale. Gillet mena avec succès sa carrière dans l'entreprise, et est mort à 74 ans le 21 décembre 1969.

## Décorations
- Distinguished Flying Cross (Royaume-Uni)
- Croix de guerre (Belgique)
- Médaille interalliée 1914-1918